# Gouffre de Proumeyssac

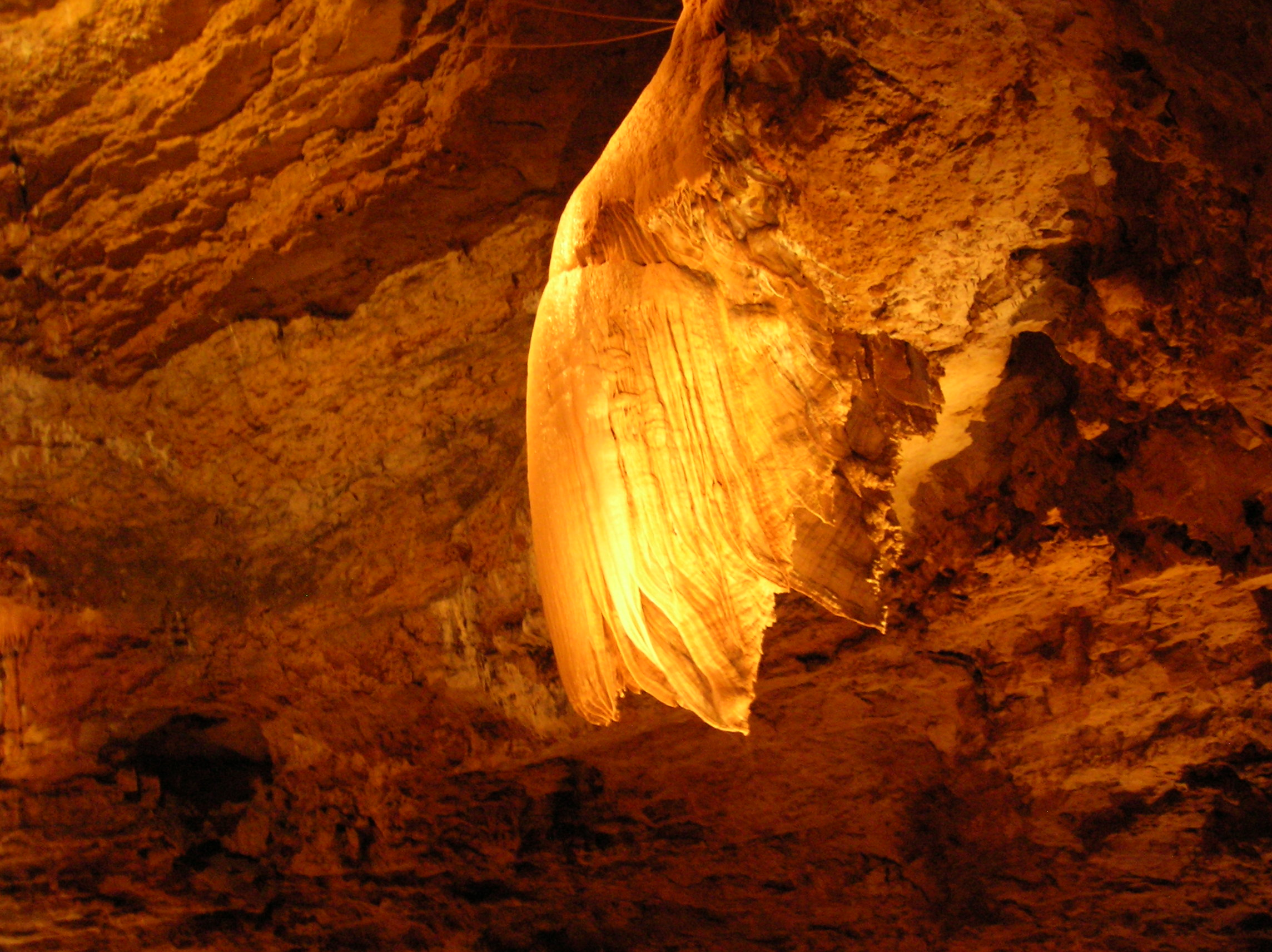
Gouffre de Proumeyssac

Gouffre de Proumeyssac is een druipsteengrot in de gemeente Audrix (Périgord, departement Dordogne) in Frankrijk.
De grot is in 1907 ontdekt door Gabriel Galou. In de 18e eeuw was er reeds een gat in de grond aanwezig, waaruit regelmatig damp kwam. De lokale bevolking was ervan overtuigd dat het gat de duivel herbergde, een toenmalige politiechef liet het daarom met baksteen afdekken.
De grot heeft verschillende zalen en wordt ook wel de 'kristallen kathedraal' genoemd. Er zijn stalactieten, monolieten en stalagmieten.
Tot 1957 kon men de grot alleen bereiken door een schacht van 54 meter diep. Met een gondel daalde men af en kwam in de "kathedraal". Later is er een horizontale gang gemaakt zodat men lopend naar binnen kan.
De afdaling met een moderne gondel is nu nog steeds mogelijk voor een bijkomende vergoeding.
Door het binnenstromende water zijn er talrijke calcietafzettingen in de grot aanwezig. Deze afwatering wordt gebruikt om aardewerk van een calcietlaag te voorzien. Dit geeft een mooie glinstering op het aardewerk.
In de grot worden rondleidingen gegeven. Tijdens het zomerseizoen ook in het Engels.